# 克拉布特里 (加利福尼亞州)
克拉布特里（英語：Crabtree）是位於美國加利福尼亞州弗雷斯諾縣的一個非建制地區。該地的面積和人口皆未知。

## 地理
克拉布特里的座標為36°50′37″N 119°05′23″W / 36.84361°N 119.08972°W，而該地的平均海拔高度為414米（即1358英尺）。